# Repertorium fontium historiae medii aevi
Il Repertorium fontium historiae medii aevi (it. Repertorio delle fonti per la storia del medioevo, in abbreviazione bibliografica: Rep. Font. o RepFont) è un progetto editoriale promosso e coordinato dall'Istituto storico italiano per il Medio Evo (ISIME), insieme all'Unione degli istituti di archeologia, storia e storia dell'arte in Roma, per la compilazione di un repertorio alfabetico di fonti primarie per la storia medievale dell'Europa e di tutto il bacino mediterraneo, incluso quindi il mondo bizantino, arabo ed ebraico. 

## Progetto
Il progetto è iniziato nel 1953, nell'ambito del Congresso Internazionale sulle Fonti Storiche Medievali Europee, tenutosi a Roma in quell'anno, con l'intento di aggiornare l'opera dello storico tedesco August Potthast Bibliotheca Historica Medii Aevi stampata nel 1896, adattandola alle nuove esigenze della ricerca. In seguito esso si è organizzato su scala europea, avvalendosi, nel corso del tempo, della collaborazione di numerosi studiosi, il cui lavoro è stato coordinato da 26 commissioni nazionali, alle quali sono da aggiungere  2 commissioni speciali espressamente dedicate alle fonti arabe e bizantine. 
Il primo volume è stato pubblicato nel 1962, seguito da altri nel corso del tempo, fino al raggiungimento dello scopo editoriale nel 2007, con il completamento del quarto fascicolo dell'undicesimo volume. Fin dall'inizio, per scelta editoriale, la lingua utilizzata fu il latino.
Il corpus raccoglie 10.362 lemmi, tra i quali è contemplato ogni tipo di fonte: Oltre a quelle più strettamente storiografiche (cronachistiche o annalistiche), sono infatti catalogate anche le sopravvivenze di ogni altro genere, siano esse letterarie, economiche, giuridiche, musicali, filosofiche, teologiche, ecc. Per ciascun lemma, sono presenti indicazioni sul contenuto della fonte, notizie biografiche sull'autore (se conosciuto), l'elenco e la localizzazione dei manoscritti in cui la fonte è tramandata, le edizioni, le traduzioni, i volgarizzamenti, i commenti ecc., succedutisi nel tempo fino all'epoca di pubblicazione del Repertorium.
Direttore del progetto è stato Girolamo Arnaldi.

## Piano dell'opera
L'opera si compone di 11 volumi, di cui gli ultimi quattro pubblicati in fascicoli. I volumi dal terzo all'undicesimo contengono il vero e proprio repertorio alfabetico, mentre i primi due contengono le serie delle collezioni di fonti e il contenuto dei volumi successivi. 
- Series collectionum, Romae 1962, pp. I-XVIII, 1-819 (rist. Romae, 1972)
- Supplemento di aggiornamento, Romae, 1977, pp. 1-181
- Fontes A-B, Romae, 1967, pp. I-IXI, 1-613
- Fontes C, Romae, 1970, pp. I-XIX, 1-679
- Fontes D-E-F-GE, Romae, 1976, pp. I-XIX, 1-743
- Fontes GH-H, Romae, 1984, pp. I-XIX, 1-621
- Fontes I-J-K, Romae, 1990, pp. I-XIX, 1-666
- Fontes L-M, Romae, 1997, pp. I-XIX, 1-668
- Fontes N-O-Petruccius, Romae, 1998-2001, pp. 1-602 (4 fascicoli)
- Fontes Petrus-Pluntsch, Romae, 2002, pp. 1-274 (fasc. 1-2)
- Fontes Po-Q, Romae, 2002, pp. 275-386 (fasc. 3)
- Fontes Ra-Re, Romae, 2003, pp. 387-506 (fasc. 4)
- Fontes Rh-Ry, Romae, 2004, pp. 247 (fasc. 1-2)
- Fontes Sa-Si, Romae, 2005, pp. 249-390 (fasc. 3)
- Fontes Sj-Sz, Romae, 2005, pp. 391-554 (fasc. 4)
- Fontes T, Romae, 2006, pp. 1-246 (fasc. 1-2)
- Fontes U-V, Romae, 2007, pp. 247-413 (fasc. 3)
- Fontes W-X-Y-Z, 2007, pp. 415-548 (fasc. 4)

### Edizioni e risorse on line
Il primo volume è stato ristampato nel 1972. Nel 2011, in occasione del 150º anniversario dell'Unità d'Italia, tutti i volumi dell'opera  hanno beneficiato di una ristampa anastatica e sono stati reimmessi in commercio.
Il lemmario è accessibile on line, sul sito dell'ISIME, attraverso una utility di ricerca, a cui si accede tramite uno specifico form.